# Carex pisiformis
Carex pisiformis là một loài thực vật có hoa trong họ Cói. Loài này được Boott mô tả khoa học đầu tiên năm 1857.